# Europe '16
Europe '16 is het twaalfde solo-album en tevens het eerste livealbum van Brant Bjork die door Napalm Records werd uitgebracht.
Het is ook het derde album van Brant Bjork and the Low Desert Punk Band.

## Tracklist Side A[2]
| Nr. | Titel                                         | Duur  |
| --- | --------------------------------------------- | ----- |
| 1   | Buddha Time                                   | 05:34 |
| 2   | Controllers Destroyed                         | 05:42 |
| 3   | Humble Pie                                    | 05:05 |
| 4   | Stackt                                        | 03:35 |
| 5   | The Gree Heen                                 | 06:23 |
| 6   | Lazy Bones/ Automatic Fantastic (Bonus Track) | 10:13 |
| 7   | Stokely Up Now                                | 06:22 |

## Tracklist Side B
| Nr. | Titel                                      | Duur  |
| --- | ------------------------------------------ | ----- |
| 1   | Dave's War                                 | 08:29 |
| 2   | Biker #2                                   | 07:18 |
| 3   | Freaks Of Nature (Bonus Track)             | 09:51 |
| 4   | Low Desert Punk                            | 10:20 |
| 5   | Let The Truth Be Known - Jumpin Jack Flash | 06:36 |

## Bandleden
- Brant Bjork – gitaar en zang
- Dave Dinsmore – basgitaar
- Bubba Dupree – gitaar
- Ryan Gut – drums